# Sharon Wichman
Pour les articles homonymes, voir Wichmann.
Sharon Wichman, née le 13 mai 1952 à Détroit, est une nageuse américaine.

## Biographie
Aux Jeux olympiques d'été de 1968 à Mexico, Sharon Wichman remporte la médaille d'or sur 200 mètres brasse, avec un record olympique de 2 min 44 s 4. Elle est aussi médaillée de bronze sur 100 mètres brasse.
Elle entre à l'International Swimming Hall of Fame en 1991.